# 成都中医药大学
30°41′18″N 103°48′21″E / 30.68823°N 103.80576°E
成都中医药大学位于中国成都市，前身是1956年8月创建的成都中医学院，是中国最早创办的中医学院之一，首任校长为李斯炽，现任校长为余曙光。成都中医药大学是一所以中医药学科为主的高等学校，也是首批雙一流高校，综合实力位居同类高校前列，在行业内被称为“老四校”之一。

## 历史
- 1936年，在成都成立四川国医学院。
- 1956年，成都中医学院在周恩来等党和国家第一代领导集体的亲切关怀下，经国务院批准建立，是我国最早的四所中医药高等院校之一。
- 1995年，经国家教委批准更名为成都中医药大学。
- 2006年，原四川省卫生管理干部学院、四川生殖卫生学院并入成都中医药大学。

## 院系设置
学校拥有20个学院、39个本科专业。
- 基础医学院
- 临床医学院
- 药学院
- 现代中药产业学院
- 针灸推拿学院
- 眼科学院
- 养生康复学院
- 民族医药学院
- 医学与生命科学学院
- 公共卫生学院
- 医学技术学院
- 护理学院
- 智能医学学院
- 管理学院
- 马克思主义学院
- 体育健康学院
- 外语学院
- 国学院
- 国际教育学院
- 继续教育学院
- 高等职业技术学院
- 基尔健康医学院[4]

## 医疗机构

### 直属附属医院
- 附属医院/四川省中医医院
- 附属第五人民医院/成都市第五人民医院
- 附属绵阳医院/绵阳市中医医院
- 附属眉山医院/眉山市中医医院

### 非直属附属医院
- 附属中西医结合医院/成都市中西医结合医院
- 附属四川省康复医院/四川省八一康复中心
- 附属德阳市人民医院/德阳市人民医院
- 附属公共卫生医疗中心/成都市公共卫生临床医疗中心
- 第三附属医院（西区）/成都市郫都区中医医院
- 附属内江市中医医院/内江市中医医院
- 附属自贡市中医医院/自贡市中医医院
- 附属广元市中医医院/广元市中医医院

### 直属医院
- 附属生殖妇幼医院
- 第三附属医院
- 附属眼科医院/成都中医大银海眼科医院
- 第二附属医院[5]

## 师资力量
截至2014年3月学校现有专业技术人员中，具有高级职称者400余人，博士、硕士生导师300余人。其中“国医大师”2人，“973计划”项目首席科学家1人，全国首届高校教学名师1人，新世纪百千万人才工程国家级人选1人，国家百千万人才工程一、二层次人选1人，教育部“新世纪优秀人才支持计划”入选者3人，全国优秀教师3人，四川省学术和技术带头人38人，享受国务院特殊津贴专家78人，全国老中医药专家学术经验继承工作指导老师26人，四川省有突出贡献的优秀专家26人，四川省教学名师8人，四川省首届十大名中医4人，四川省名中医66人。国家级优秀教学团队3个、省级优秀教学团队5个。

### 国家级优秀教学团队
- 方剂学教学团队 带头人：邓中甲
- 中药品质学教学团队 带头人：卫莹芳
- 针灸学教学团队 带头人：梁繁荣

### 省级优秀教学团队
- 方剂学教学团队 带头人：邓中甲
- 中药品质学教学团队 带头人：卫莹芳
- 针灸学教学团队 带头人：梁繁荣
- 中药学教学团队 带头人：张廷模
- 康复学教学团队 带头人：金荣疆

## 学科建设
学校是全国首批中医药学博士、硕士学位授权点，首批临床医学（硕士、博士）专业学位试点单位。现有一级学科博士学位授权点3个、二级学科博士学位授权点20个，有一级学科硕士授权点7个、二级学科硕士学位授权点49个，有博士后流动站3个，博士后工作站4个。
学校有国家级重点学科4个（中药学、中医五官科学、针灸推拿学、中医妇科学），省部级重点学科44个。有国家级特色专业6个、省级特色专业7个，国家级精品课程5门、省级精品课程31门，国家级优秀教学团队3个、省级优秀教学团队5个。有国家级人才培养模式创新实验区1个，省级人才培养模式创新实验区2个等。

### 国家级重点学科
- 中药学
- 中医五官科学
- 针灸推拿学
- 中医妇科学

### 一级学科博士点
- 中医学
- 中药学
- 中西结合医学

### 一级学科硕士点
- 中医学
- 中药学
- 中西结合医学
- 药学
- 基础医学
- 临床医学
- 护理学

### 博士后流动站
- 中药学
- 中医学
- 中西结合医学

### 国家级精品课程
- 药用植物学
- 中药学
- 针灸学
- 方剂学
- 中医眼科学

### 国家级特色专业
- 中医学
- 中药学
- 针灸推拿学
- 中西医结合
- 中医五官科学
- 中医妇科学

## 学术研究
“十二五”以来，新上各类科研项目1254项，其中国家科技重大专项、国家重点基础研究发展计划（973计划）、国家自然科学基金、社会科学基金等国家级项目186项，获得国家科技进步奖二等奖等各级各类科技奖励53项，其中国家科技进步二等奖3项，省科技进步特等奖1项。
现有各级各类实验室66个，其中有省部共建国家重点实验室培育基地，国家级实验教学示范中心，中药饮片炮制国家地方联合工程研究中心，国家中药材种质资源库（四川），教育部重点实验室，教育部工程研究中心，国家中医药管理局重点研究室，国家中医药管理局中医药科研实验室（三级）、四川省重点实验室等。
1. ↑  . 成都中医药大学.   [2024-03-07]. （原始内容存档于2024-03-07）.
2. 1 2 3  . 成都中医药大学.   [2024-03-07]. （原始内容存档于2024-03-07）.
3. ↑  . 成都中医药大学.   [2024-03-07]. （原始内容存档于2024-03-07）.
4. ↑  . 成都中医药大学.   [2024-03-07]. （原始内容存档于2024-03-07）.
5. ↑  . 成都中医药大学.   [2024-03-07]. （原始内容存档于2024-03-07）.